# Dactylochelifer kerzhneri
Dactylochelifer kerzhneri är en spindeldjursart som beskrevs av Beier 1973. Dactylochelifer kerzhneri ingår i släktet Dactylochelifer och familjen tvåögonklokrypare. Inga underarter finns listade i Catalogue of Life.